# M85 (Ungern)

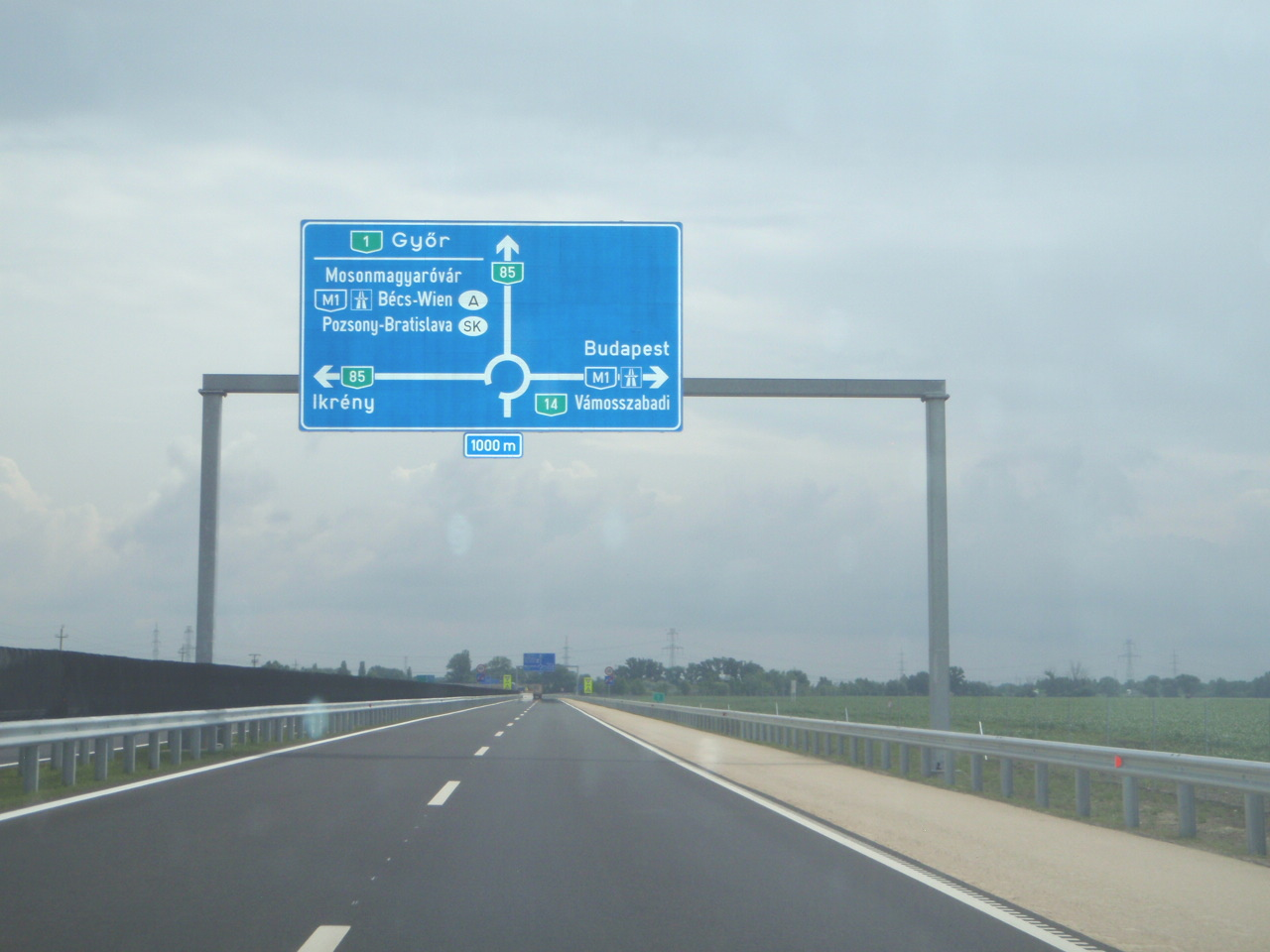
Det är utgångspunkten för motortrafikled M85.

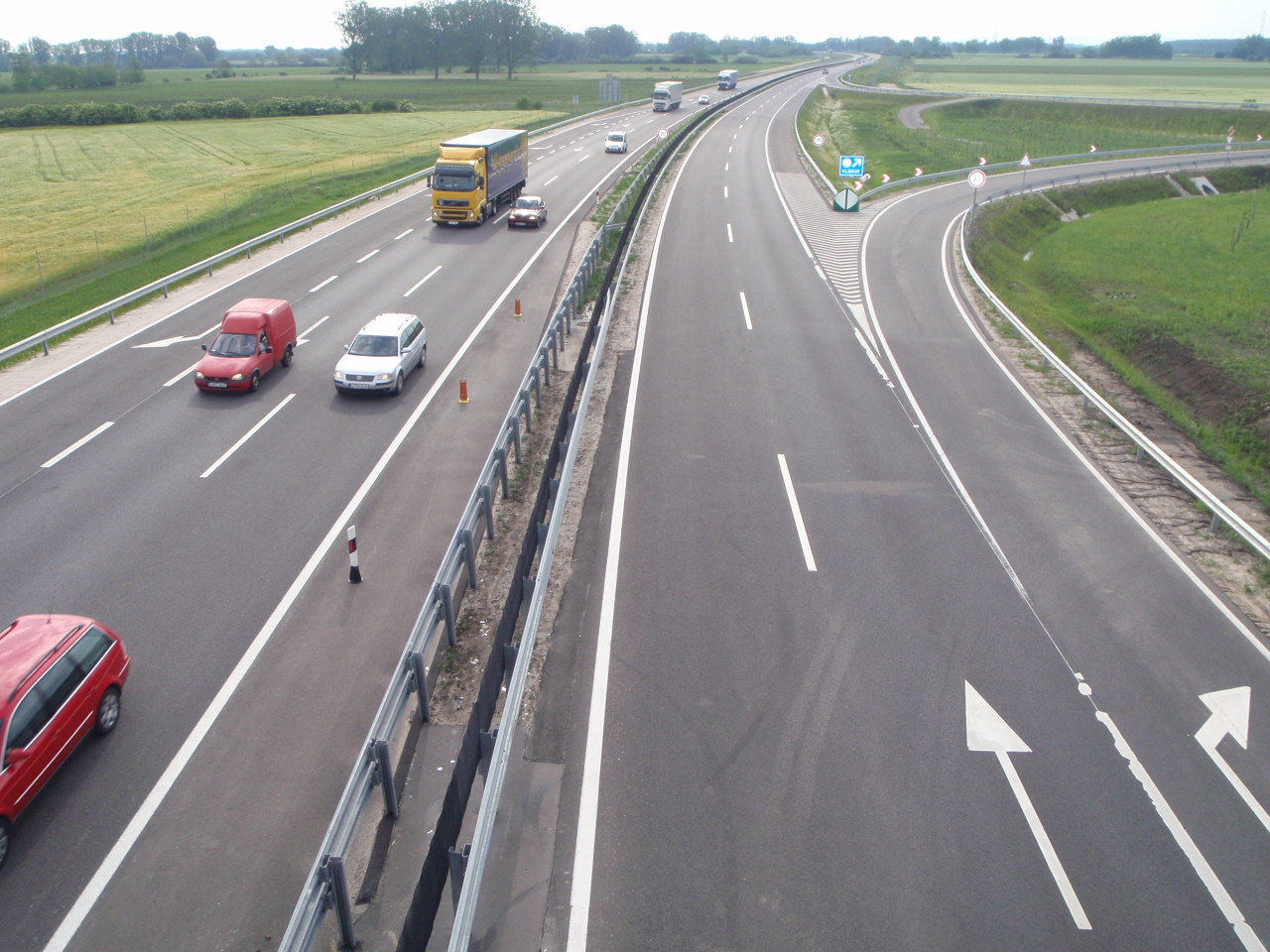
Motortrafikledssektion vid Enese.

M85 är en motortrafikled i Ungern som går mellan Győr och Sopron. Den planeras byggas ut till gränsen mot Österrike.
Motortrafikleds ibruktagning:
- 2015 Győr, M1 - Enese
- 2011 förbi Enese
- 2015 Enese - Csorna, M86
- 2017 Csorna, M86 - Csorna-nyugat
- 2020 Csorna-nyugat - Sopron-kelet

## Trafikplatser
|                                    | Km | Skyltning                                                                         |
| ---------------------------------- | -- | --------------------------------------------------------------------------------- |
| Cirkulationsplats                  | 0  | Budapest, Vámosszabadi Győr, Mosonmagyaróvár, Vienna (AT), Bratislava (SK) Ikrény |
| Trafikplats                        | 8  | Rábapatona                                                                        |
| Trafikplats                        | 10 | Lébény, Bezi / Enese, Tét                                                         |
| Trafikplats                        | 16 | Kóny / Rábcakapi Diana pihenőhely                                                 |
| Trafikplats                        | 21 | Csorna                                                                            |
| Trafikplats                        | 23 | Mosonmagyaróvár                                                                   |
| Trafikplats                        | 27 | Maribor (SLO), Szombathely                                                        |
| Trafikplats                        | 31 | Jobaháza / Farád, Csorna nyugat                                                   |
| Rastplats                          | 40 | Babóti pihenőhely                                                                 |
| Trafikplats                        | 44 | Beled / Hövej / Kapuvár                                                           |
| Trafikplats                        | 53 | Fertőd, Fertőendréd                                                               |
| Rastplats                          | 55 | Széchenyi pihenőhely                                                              |
| Trafikplats                        | 60 | Kőszeg, Lövő / Fertőszentmiklós                                                   |
| Trafikplats                        | 72 | Nagycenk / Sárvár                                                                 |
| Rastplats                          | 78 | Hutbájd pihenőhely                                                                |
| Trafikplats                        | 82 | Kópháza (AT) / Sopron-Centrum / Harka                                             |
| Trafikplats                        | 84 | Balf, Fertőrákos                                                                  |
| Trafikplats                        | 88 | Sopron észak / Fertőrákos                                                         |
| Tunnel                             | 89 | Soproni alagút (780 m)                                                            |
| Trafikplats                        | 90 | Sopron nyugat / Ágfalva                                                           |
| Rastplats                          | 94 | (proj.) Scarbantia pihenőhely                                                     |
| Gränsövrergång, Schengensamarbetet | 95 | (proj.) Gränsövrergång Sopron (H) – Klingenbach (AT) → Österrike Eisenstadt       |